# Dole (Bośnia i Hercegowina)
Dole (cyr. Доле) – wieś w Bośni i Hercegowinie, w Republice Serbskiej, w gminie Šekovići. W 2013 roku liczyła 60 mieszkańców.